# Dorothy Crowfoot Hodgkin
Dorothy Mary Crowfoot Hodgkin (n. 12 mai 1910; d. 29 iulie 1994) a fost o chimistă britanică, laureată a Premiului Nobel pentru chimie (1964).